# پاول استولبوف
پاول استولبوف (به انگلیسی: Pavel Stolbov) ژیمناست زادهٔ ۳۰ اوت ۱۹۲۹ میلادی اهل کشور شوروی است.